# تومي أونيل
تومي أونيل (بالإنجليزية: Tommy O'Neill)‏ (24 ديسمبر 1955 في المملكة المتحدة - ) هو لاعب كرة قدم بريطاني في مركز الوسط. لعب مع نادي ماذرويل وهاميلتون أكاديميكال ونادي كلايد ونادي أردريونيانز ونادي ستيرلينغ ألبيون.